# Ludwigsluster Chaussee (Schwerin)

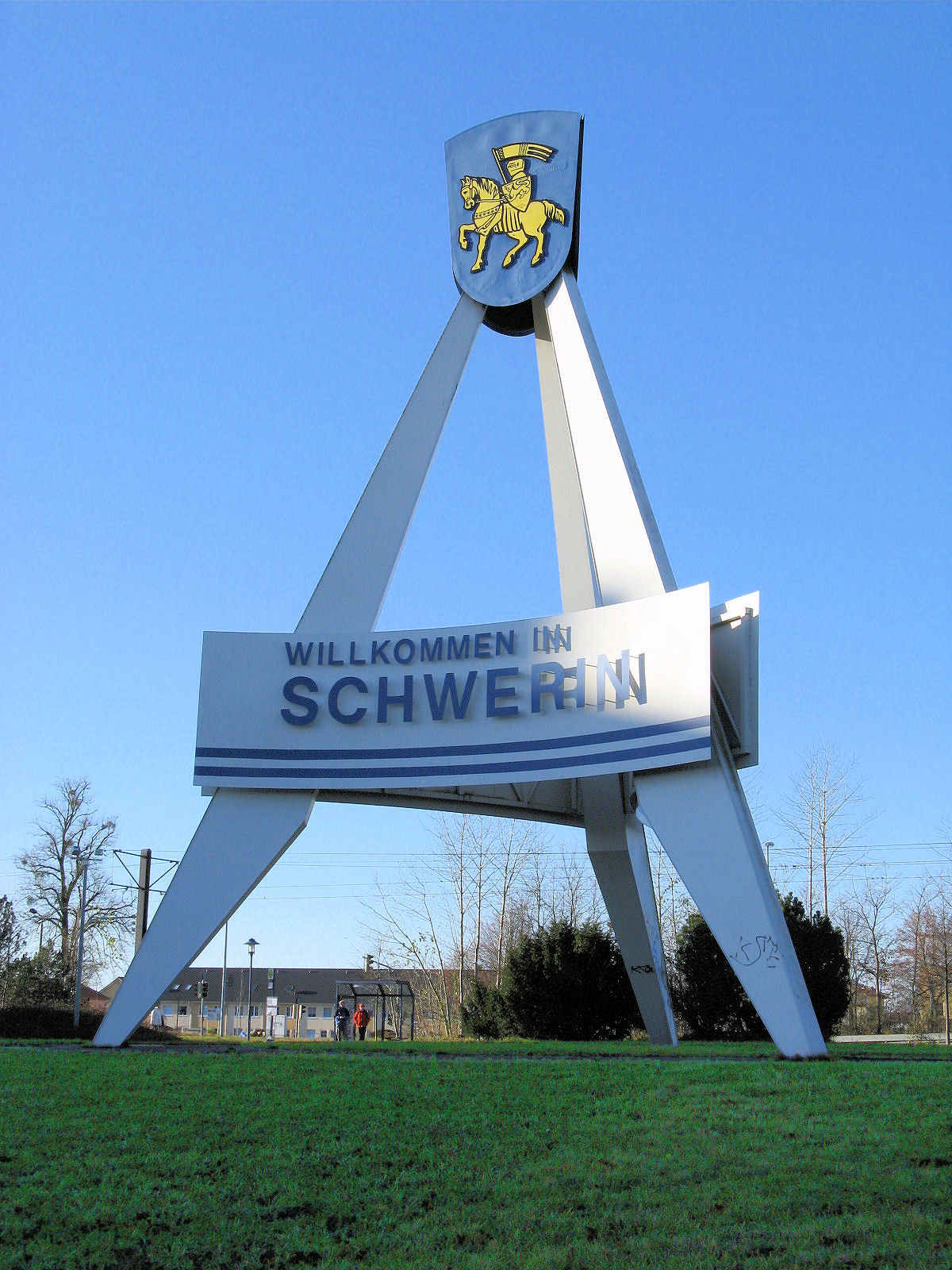
Skulptur Willkommen in Schwerin von 1977

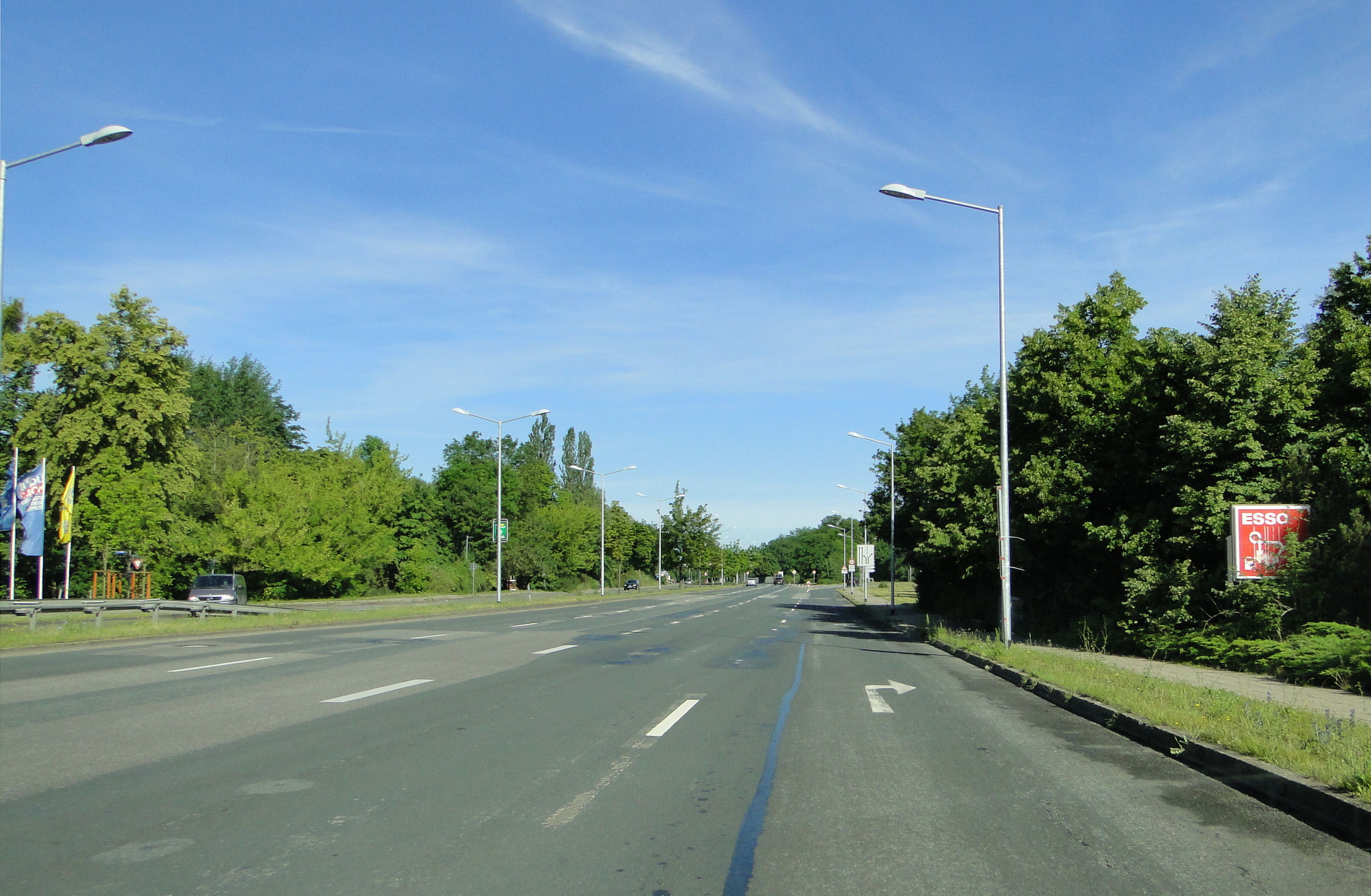
Die Straße

Die Ludwigsluster Chaussee ist eine 8500 Meter lange Durchgangsstraße in Schwerin, Stadtteile Feldstadt, Ostorf, Großer Dreesch / Gartenstadt und Göhrener Tannen. Sie ist die längste Straße von Schwerin und führt in Nord-Süd-Richtung vom Ostorfer Ufer / Platz der Jugend / Graf-Schack-Allee im Zentrum von Schwerin bis über die Karl-Marx-Allee als Bundesstraße 321 zur Landstraße 72 und parallel zur Bundesautobahn 14 dann zur Bundesautobahn 24 nach Ludwigslust.

## Nebenstraßen
Die Neben- und Anschlussstraßen wurden benannt als Ostorfer Ufer nach dem Ostorfer See, Graf-Schack-Allee nach dem Dichter, Juristen und Diplomaten Adolf Friedrich von Schack (1815–1894), Platz der Jugend, Lutherstraße nach dem Reformator (1483–1546), Slüterufer nach dem mecklenburgischen Reformator Joachim Slüter (1490–1532), Lischstraße nach dem Prähistoriker Georg Christian Friedrich Lisch (1801–1883), Krösnitz, Osterberg, Hagenower Straße nach der nahen Stadt, Lennéstraße nach dem Gartenkünstler Peter Joseph Lenné (1789–1866), Am Püsserkrug nach der Traditionsgaststätte (1746/48 bis 1979) in der Gartenstadt, An der Crivitzer Chaussee nach der nahen Stadt, Brink nach dem geographischen Begriff für eine leicht erhöhte Stelle, Blumenbrink, Langer Berg, Rudolph-Karstadt-Straße nach dem auch in Schwerin wirkenden Kaufhausunternehmer (1856–1944), Karl-Marx-Allee (B 321) nach dem Philosoph, Ökonom und Protagonist der Arbeiterbewegung (1818–1883), Graf-Yorck-Straße nach dem Generalfeldmarschall (1759–1830), unbenannte Straße, unbenannter Waldwege und Fährweg.

## Geschichte

### Name
Die Straße wurde benannt nach der Residenzstadt Ludwigslust, die von 1756 bis 1837 Sitz der Herzöge und Großherzöge von Mecklenburg-Schwerin war. Das Barockschloss Ludwigslust, die Schlossstraße und andere Bauwerke zeugen von dieser Vergangenheit der heute knapp über 12.000 Einwohner zählenden Stadt.

### Entwicklung

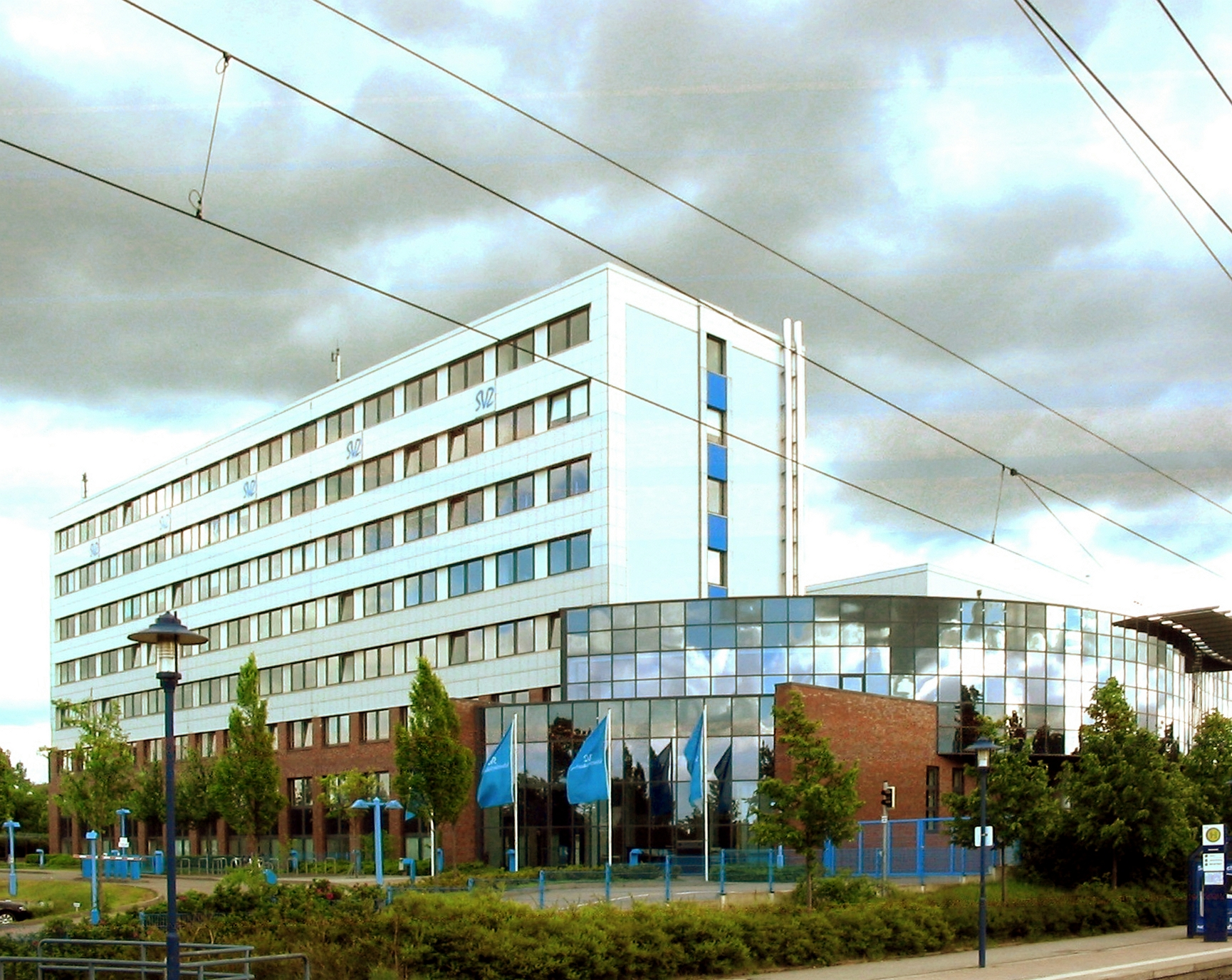
Verlagshaus der Schweriner Volkszeitung

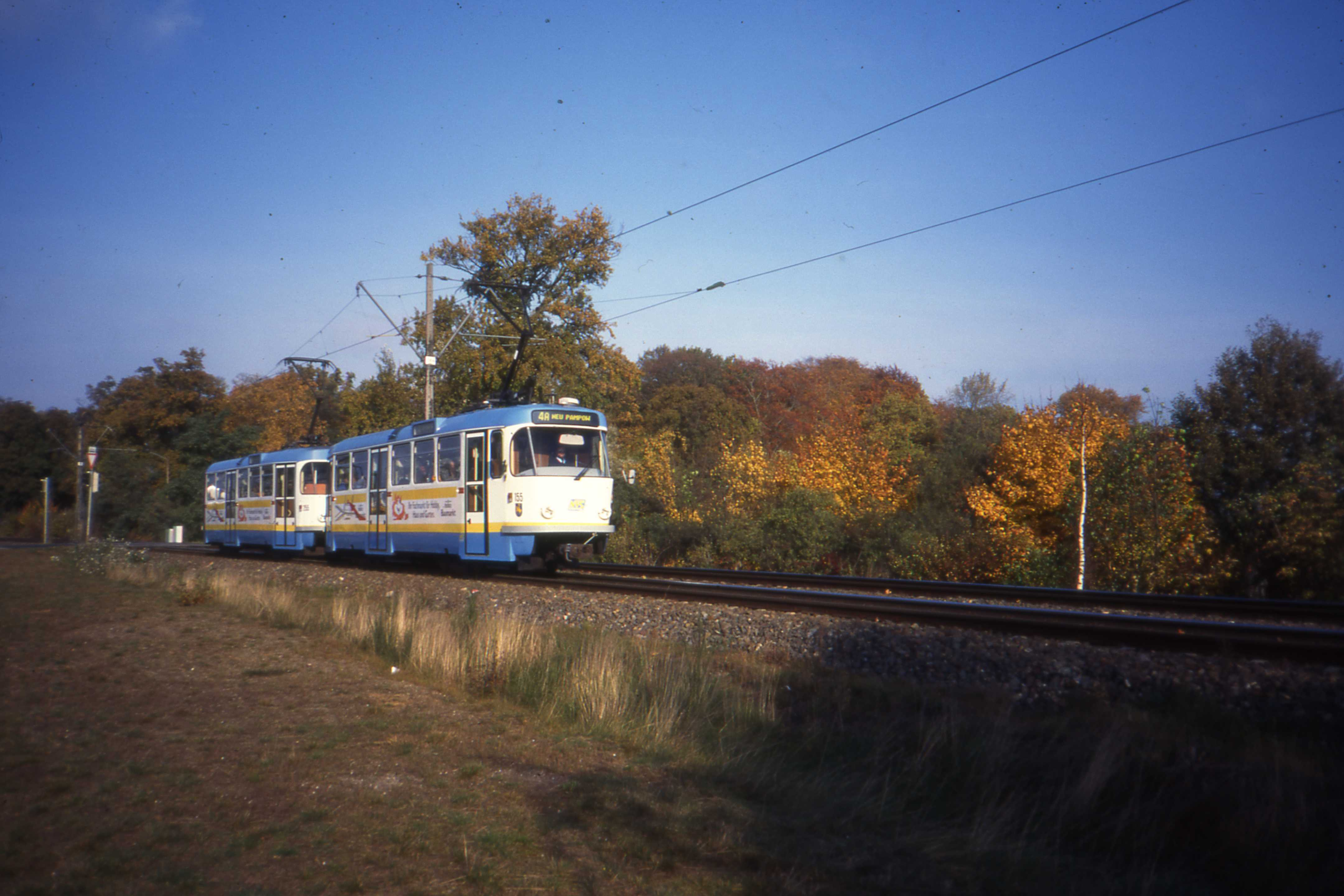
Straßenbahntrasse neben der Straße

Eine mittelalterliche Wegeverbindung durch die Wälder verband Schwerin mit den südlich gelegenen Siedlungen und Dörfern wie Lübesse, Fahrbinde, Dreenkrögen, Wöbbelin, Gut Klenow und Klenow, das 1754 in Ludwigslust umbenannt wurde. Während die Herzöge ihre Residenz von 1763 bis 1837 nach Ludwigslust verlegt hatten, musste die Verbindung beider Orte oft genutzt werden, da die Regierungsbehörden in Schwerin verblieben waren.
Für das sich entwickelnde Industriegebiet in Schwerin-Süd mussten ab 1971 Wohnungen gebaut werden, die unter anderem im Großen Dreesch (eine Flurbezeichnung) entstanden. Die Ludwigsluster Chaussee wurde vierspurig zwischen der heutigen Bundesstraße 321 und dem Stadtzentrum ausgebaut und am Straßendreieck zur An der Crivitzer Chaussee und zur Johannes-Stelling-Straße entstanden Brückenbauwerke. Zeitgleich wurde ab 1974 das Straßenbahnnetz erweitert. Die 1974 gebaute sogenannte Stadionbrücke über die Chaussee aus vorgespanntem Stahlbeton wies in den 2010er Jahren Risse durch Korrosion am Spannstahl auf und musste im November 2014 gesprengt und abgerissen werden; ein Neubau ist nicht vorgesehen.
Verkehrlich wird die Straße teilweise durch die Straßenbahnlinien 1, 2, 3 und 4 der Nahverkehr Schwerin GmbH (NVS) bis zur Karl-Marx-Straße erschlossen. Die Buslinien 9 und 16 kreuzen die Straße bei Klein Buchholz / Betriebshof NVS.

## Gebäude, Anlagen (Auswahl)

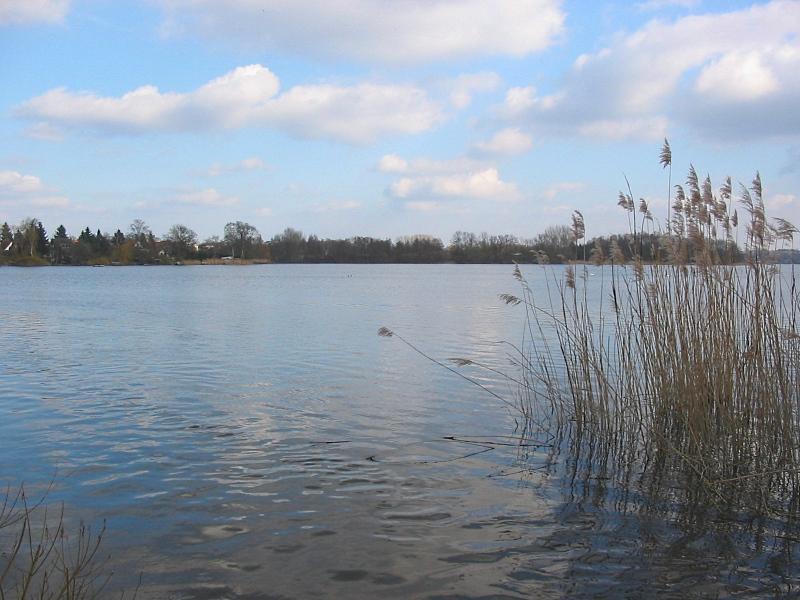
Ostorfer See

An der Straße stehen zumeist zwei- bis elfgeschossige Gebäude.

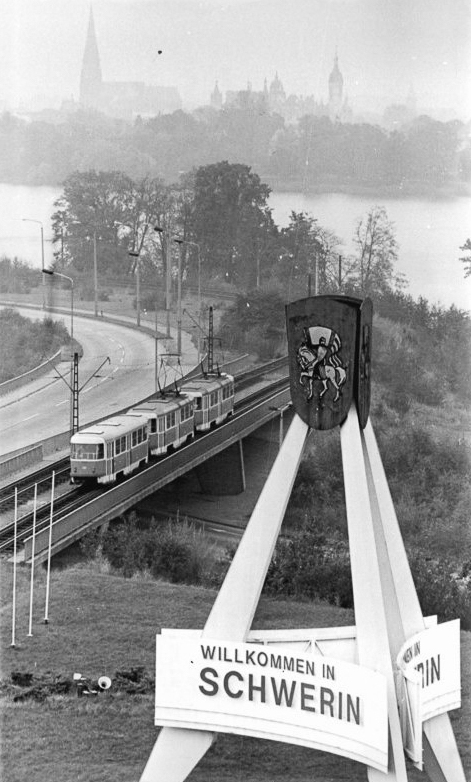
1981: Brücken über die Chaussee mit Fauler See und Altstadt

- Ostorfer See; rund 200 Hektar groß, 3 bis 5 Meter tief
- Fauler See; rund 50 Hektar groß, 6 bis 11 Meter tief
- Gutenbergstraße Nr. 1: 7-gesch. Verwaltungsbau von 1975 mit 2-gesch. neuerem (um 1996) halbrunden Anbau für den Zeitungsverlag Schwerin mit der Schweriner Volkszeitung (SVZ) von 1946
- Westseite: Betonskulptur Willkommen in Schwerin von 1977
- Westseite, Blumenbrink Nr. 64: Einkaufszentrum
- Ostseite: 5-gesch. und 11-gesch.  Plattenbauwohnhäuser vom Großen Dreesch
- Westseite Rudolph-Karstadt-Straße: 5-gesch. Plattenbauwohnhaus als langer Riegelbau einer ehem. Kaserne
- Nr. 53: Zentraler Recyclinghof Schwerin
- Nr. 72: SAS Wertstoffhof Schwerin
- Ostseite / Graf-Yorck-Straße 1: Bauhaus Großer Dreesch
- Ostseite / Graf-Yorck-Straße 21: Hauptfeuer- und Rettungswache der Feuerwehr Schwerin
- Beidseitig Waldgebiete
- Westseite: Waldfriedhof
- Westseite / Stern Buchholz 25: VIVIMEI Hundehotel Schwerin